# Peptidyltransferase
Die Peptidyltransferase ist die primäre enzymatische Funktion des Ribosoms, welche während der Proteinbiosynthese mithilfe von tRNA Peptidbindungen zwischen Aminosäuren formt. Ribosomen sind makromolekulare Komplexe, bestehend aus Proteinen und Ribonukleinsäuren. Da die katalytische Funktion von den ribosomalen Ribonukleinsäuren und nicht von den ribosomalen Proteinen ausgeübt wird, spricht man von einem Ribozym.
Die EC-Nummer wurde auf EC 2.3.2.12 festgelegt. Mit PDB 2w1j existiert mindestens eine analysierte Struktur (von Streptococcus pneumoniae). Es gibt eine Vielzahl von Inhibitoren.
- In Bakterien beinhaltet die 50S Ribosomuntereinheit die Peptidyltransferase.
- In Eukaryotische Zellen beinhaltet die 60S Ribosomunterheit die Peptidyltransferase.